# Henri Milne-Edwards
Henri Milne-Edwards ou Milne-Edwards (Bruges, 23 de outubro de 1800 — Paris, 29 de julho de 1885) foi um zoólogo francês. Pai do também zoólogo Alphonse Milne-Edwards.

## Biografia
Filho de William Edwards, rico plantador da Jamaica, e de Elisabeth Vaux. Durante a Revolução francesa seu pai foi preso, sendo Henri levado para Paris pelo seu irmão mais velho, o médico William Edwards. Com a deposição de Napoleão seu pai foi solto e toda a família se reuniu em Paris.
Henri estudou medicina e obteve o seu título de doutor em 1823. Em 1828 publicou "Recherches sur les crustacé", obra que lhe rendeu o Prêmio de fisiologia da Academia das Ciências da França.
Frequentou os cursos de Georges Cuvier (1769-1832) e vinculou uma estreita relação de amizade com Jean Victor Audouin (1797-1841). Com Audouin realizou, entre 1826 e 1828, um estudo extremamente detalhado da fauna marinha costeira dos arredores de Granville.
Casou-se com Laura Trézel com quem teve nove filhos, dos quais Alphonse Milne-Edwards (1835-1900) tornou-se zoólogo.

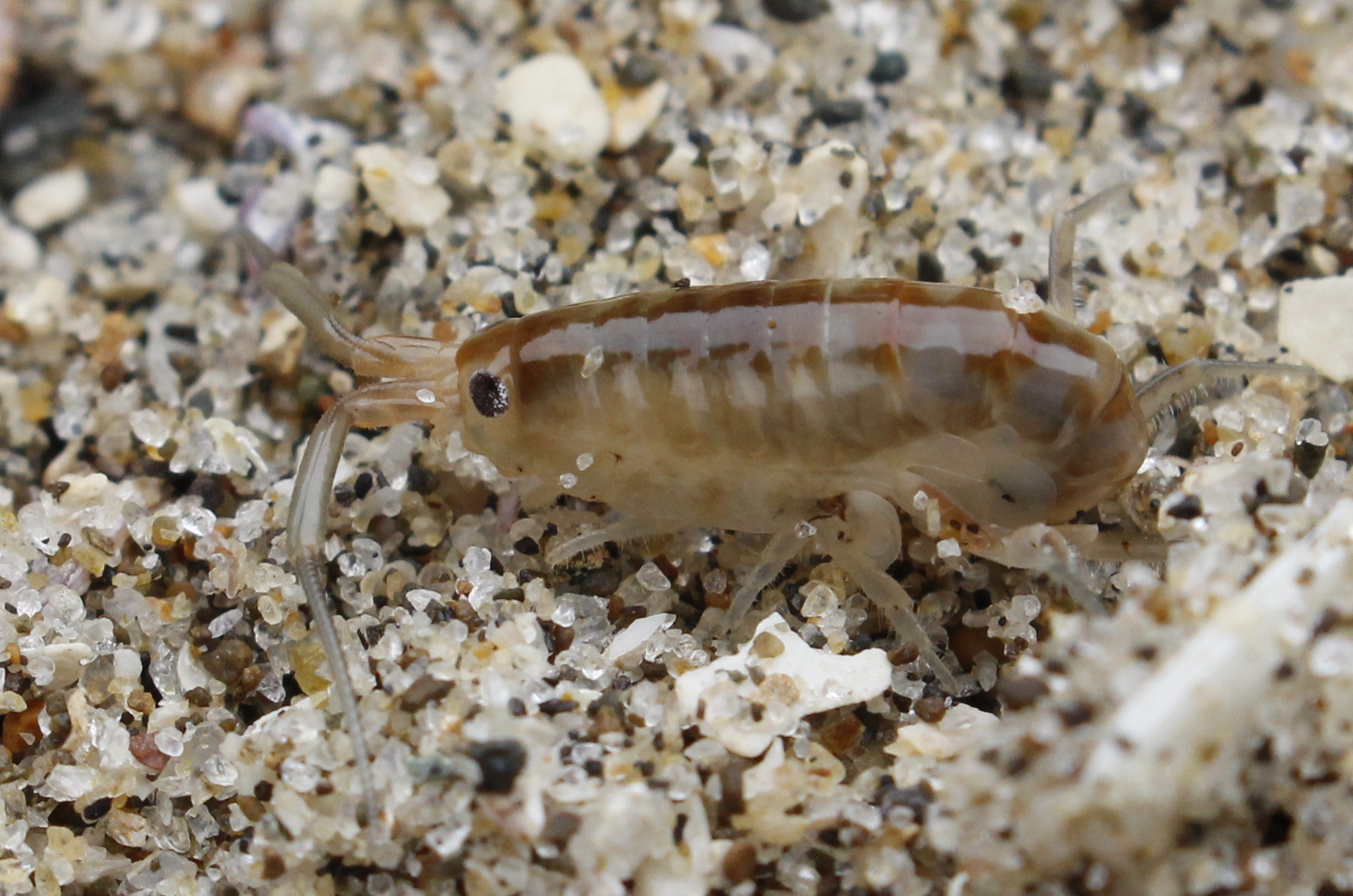
Bellorchestia quoyana, espécie endêmica da Nova Zelândia, inicialmente descrita por Henri como Orchestia quoyana.

Em 1832, Henri assumiu o cargo de professor de higiene e de história natural na Escola Central de Artes e Manufaturas. Com a morte de Audouin em 1841 assumiu a cadeira de entomologia do Museu Nacional de História Natural. Em 1849, quando Jean-Baptiste Dumas se tornou ministro, Henri sucedeu-lhe como decano. Em 1862, sucedeu Isidore Geoffroy Saint-Hilaire (1805-1861) na cátedra de mamalogia do mesmo museu. Foi também decano na Faculdade das ciências de Paris e professor de zoologia, anatomia e fisiologia.
A maior parte dos seus trabalhos foi publicado nos "Annales des sciences naturelles", publicação em que dirigiu a parte dedicada a zoologia a partir de 1834.
Entre suas principais obras consta "Histoire naturelle des crustacés" (3 volumes, 1837-1841), que por muito tempo foi uma obra de referência no assunto; a "Histoire naturelle des coralliaires", ( 1858-1860); e principalmente "Leçons sur la physiologie et l'anatomie comparée de l'homme et des animaux" (14 volumes, 1857-1881).
Em 1848, assumiu como membro estrangeiro da Royal Society de Londres, sociedade que concedeu-lhe em 1856 a medalha Copley.

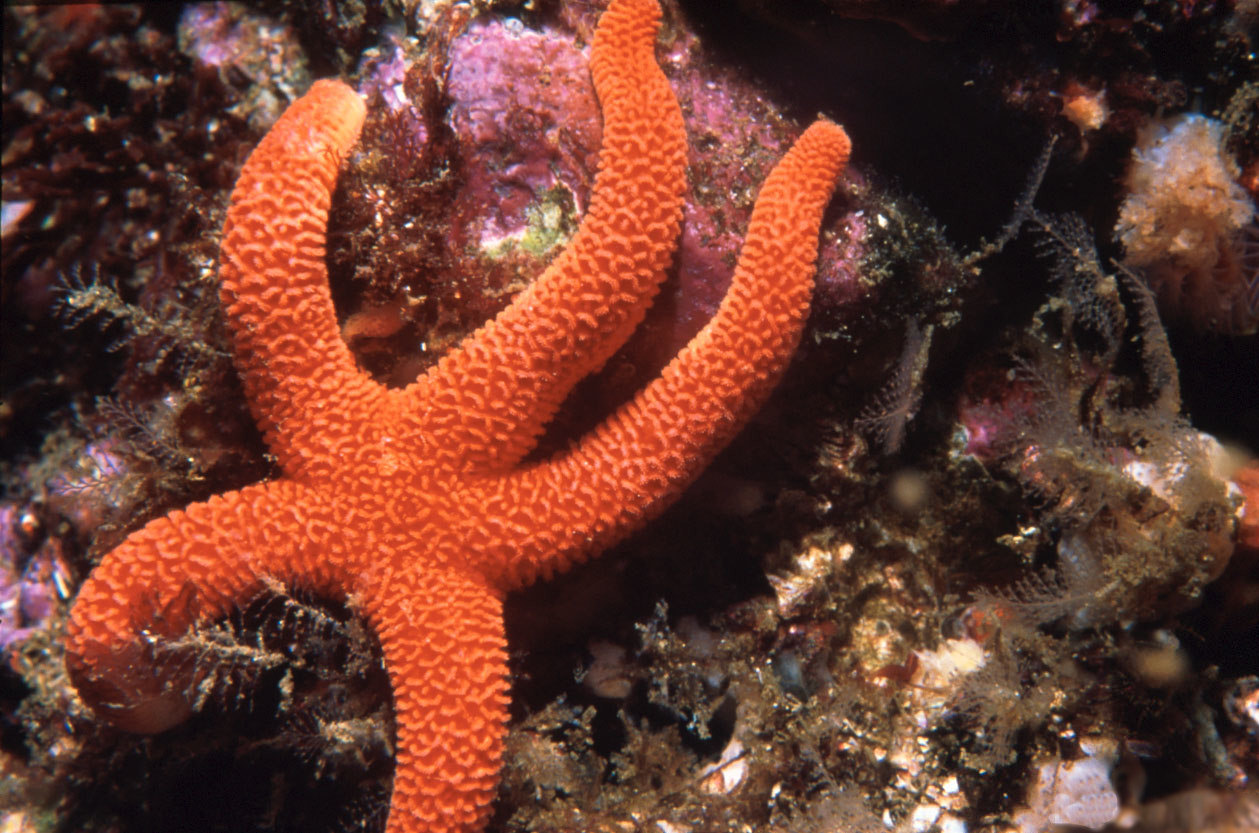
Henricia leviuscula

O nome de Henri Milne-Edwards é homenageado em vários nomes de gêneros e espécies, como: 
- Edwardsia de Quatrefages, 1841
- Henricia J.E. Gray, 1840
- Glossocephalus milneedwardsi Bovallius, 1887
- Milnesium Doyère, 1840
- Milneedwardsia Bourguignat, 1877
- Goniastria edwardsi Chevalier, 1971

## Obras
- A manual of surgical anatomy … Desilver, Filadélfia 1828.
- A manual of materia medica and pharmacy. Careys & Lea, Filadélfia 1829.
- Cahiers d’histoire naturelle. Crochard & Masson, Paris 1833–53.
- Annales des sciences naturelles, zoologie et biologie animale. Masson, Paris 1834–85.
- Élémens de zoologie. Crochard & Dumont, Paris, Brüssel 1834–37.
- Histoire naturelle des crustacés. Roret, Paris 1834–40.
- Outlines of anatomy and physiology. Little & Brown, Boston 1841.
- Die Zoologie. Scheible, Rieger & Sattler, Stuttgart 1848–58.
- Quelques remarques sur l’emploi du sel en agriculture … Paris 1849.
- A monograph of the British fossil corals. Londres, 1850–72.
- Zoologie. Langlois, Leclercq & Masson, Paris 1850–58.
- Mélanges carcinologiques. Martinet, Paris 1851–54.
- Beiträge zur allgemeinen Zoologie. Müller, Stuttgart 1853.
- Histoire naturelle des coralliaires ou polypes proprement dits. Roret, Paris 1857–60.
- A manual of zoology. Renshaw, Londres 1863.